# Euryproctus arbustorum
Euryproctus arbustorum är en stekelart som beskrevs av Holmgren 1857. Euryproctus arbustorum ingår i släktet Euryproctus och familjen brokparasitsteklar. Arten är reproducerande i Sverige. Utöver nominatformen finns också underarten E. a. postfurcalis.